# Nowa Korytnica
Nowa Korytnica [ˈnɔva kɔrɨtˈnit͡sa] là một ngôi làng thuộc khu hành chính của Gmina Drawno, thuộc hạt Choszczno, West Pomeranian Voivodeship, ở phía tây bắc Ba Lan. Nó nằm khoảng 15 kilômét (9 mi)   phía đông Drawno, 39 km (24 mi) phía đông Choszczno, và 96 km (60 mi) về phía đông của thủ đô khu vực Szczecin.
Trước năm 1945, khu vực này là một phần của Đức. Đối với lịch sử của khu vực, xem Lịch sử của Pomerania.